# Campomaggiore
 (décembre 2023).
Si vous disposez d'ouvrages ou d'articles de référence ou si vous connaissez des sites web de qualité traitant du thème abordé ici, merci de compléter l'article en donnant les références utiles à sa vérifiabilité et en les liant à la section « Notes et références ».
Campomaggiore est une commune italienne de moins de 1 000 habitants, située dans la province de Potenza, dans la région Basilicate, en Italie méridionale.
La ville passait pour être à l'avant-garde en son temps, au point d'être appelée « cité de l'utopie » (Città dell'Utopia). En raison d'un glissement de terrain, le centre historique (Campomaggiore Vecchio) a été évacué en 1885, ce qui en fait une ville fantôme. La ville a été reconstruite à 4 km des ruines de l'ancien site.
Avec 12,24 km2 d'extension territoriale, Campomaggiore détient le record de la plus petite commune de Basilicate.

## Géographie
Campomaggiore culmine à 808 m au-dessus du niveau de la mer. Cette commune se trouve dans la partie centre-est de la province de Potenza et à la frontière avec la partie nord de la province de Matera.
Elle est proche des communes d'Albano di Lucania (à 6 km), Pietrapertosa (à 17 km), Accettura et Calciano (à 27 km, dans la province de Matera). Elle se trouve à 40 km du chef-lieu de la région, Potenza.

## Histoire

### Le camp romain
Les premières mentions historiques font de Campomaggiore un petit village de l'époque romaine, fondée sur le modèle d'un camp militaire. Il reste des vestiges de la cité romaine aux lieux-dits Chiapparro et La Macchia.

### Le Moyen-Âge
Le bourg se constitue en 1150 sur les restes de l'établissement précédent. Son nom dérive de Campus Maiorem, soit par référence au camp militaire, soit à cause d'un grand champ.
Campomaggiore, aux alentours de l'an 1000, avait subì les invasions et les pillages d'Arabes dont le repaire était Pietrapertosa. Les Arabes ont été chassés par les Byzantins. Les occupants suivants, les Normands, se sont établis plus durablement. Ceux-ci avaient leur forteresse dans le Comté de Tricarico (it) et ont donné un nouvel essor au village, qui le leur rendit en participant à la révolte gibeline de 1268.
La venue des angevins a au contraire été une mésaventure, puisque Campomaggiore a été complètement rasée et ses habitants passés en justice. Il devient un fief pauvre et peu productif, d'abord de la famille de Beaumont, puis des Tournespèe, avec une population de quelques centaines d'individus.

### Les contes Rendina
En 1673, le fief est attribué à la famille Rendina par le roi Philippe IV, qui concède le titre de conte à Gerardo Antonio Rendina, lui demandant toutefois de le repeupler. Cette famille prend en affection Campomaggiore et en comprend le potentiel agricole, à tel point que le conte Teodoro Rendina décide avec ses amis élèves du collège Ptolémée de Sienne de fonder un village selon les préceptes architecturaux du temps.
La construction du village commence à la fin du XVIIIe siècle. L'architecte qui l'a conçu est Giovanni Patturelli, un élève de Luigi Vanvitelli. La famille Rendina choisit de disposer les maisons en damier, en plaçant l'église et le palais en face l'un de l'autre sur la future Place des vœux (Piazza dei voti). Ils ont affecté aux habitants un bout de terre cultivable (oliviers et vigne) pour attirer de nouveaux habitants et faire valoir leurs droits seigneuriaux. La Place des vœux a été nommée ainsi pour rappeler le serment pris par 16 familles le 20 novembre 1741 auprès de la famille Rendina lors de la construction du village. Les contes Rendina ont fait appel au savoir-faire des habitants de Bitonto pour la plantation des oliviers.
En 1833, la population était de 1 500 personnes. C'était une des premières à avoir une gare de chemin de fer, un cimetière et une grande fontaine comme lavoir, ainsi que le commandement des forces armées.

### Le glissement de terrain
Une légende raconte que, le 2 février 1885, deux paysans avec des mules ont été avertis par la Notre-Dame du Mont-Carmel, protectrice de Campomaggiore, que dans peu de temps le village allait être détruit par un glissement de terrain. Ils auraient vu le pont qu'ils s'apprêtaient à traverser malgré la résistance de leurs mules s'effriter devant eux. Ils seraient allés rassembler la population et auraient assisté à la destruction du village.

### La reconstruction
Le village a été reconstruit environ 400 m plus en haut, à 4 km de l'ancien bourg, en conservant son plan en damier. Au centre du village il y a encore l'église et l'hôtel de ville, et les habitants sont encore liés à la culture de la vigne et des oliviers.

## Culture

### Parc de la sculpture
Ce sont des sculptures déposées dans l'ancien village et quelques quartiers du nouveau.

### Gastronomie
Plats
- Manate con la mollica, tagliatelles avec sauce aïl-fenouil et mie de pain frite
- Cutturidd, vieille brebis bouillie au moins quatre heures avec pommes de terre, céleri, oignon et tomate
- Gnumeridd, paupiette de foie et poumon de chevreau ou d'agneau
- Arafanét, omelette avec raifort râpé
- Paparul crusc, poivrons secs frits
- Taralli, anneaux de pâte cuit au four, qu'on retrouve également dans toute l'Italie du sud
- Bilbanti, pâte avec des œufs au lard, persil, tomates et ail

Pâtisserie
- Casatedd, pâte d'œuf frite, saupoudrée de sucre et miel
- Screpped, pâte frite avec sel et sucre
- Pastarelle, pâte brisée à la cuiller couvertes de bouts de sucre colorés
- Sfugliatedd, panne (graisse des rognons) fondue et 'ciccioli' de porc et piment

Pizza
- Scarcèdd, pizza rustique, typique de la période de Pâques, avec ricotta et éventuellement du salami

## Administration
| Période                                  | Période | Identité | Étiquette | Qualité |
| ---------------------------------------- | ------- | -------- | --------- | ------- |
|                                          |         |          |           |         |
| Les données manquantes sont à compléter. |         |          |           |         |

### Communes limitrophes
Accettura, Albano di Lucania, Calciano, Pietrapertosa

## Population

### Évolution démographique
Habitants recensés

### Dialecte
Dans la haute vallée du Basento, il y a une grande diversité de dialectes, même entre villages très voisins, en premier lieu à cause de la difficulté des populations à se déplacer dans cet environnement montagneux, avant l'apparition des transports automobiles. Ainsi, le dialecte de Campomaggiore est très différent de celui des villages environnants, Albano di Lucania, Pietrapertosa et Castelmezzano. Les règles de syntaxe, le lexique et la phonétique diffèrent complètement.
Par ailleurs, le dialecte de Campomaggiore comporte de nombreux emprunts au français qui remontent à la domination du royaume des Deux-Siciles. Par certains aspects, il rappelle le dialecte de Bitonto, ce qui s'explique par le peuplement immigré à partir de familles de Bitonto.

### Personnalités liées à Campomaggiore
- Miguel Ángel Zotto (1958-), danseur argentin de tango
- Donato Poveromo (1939-1972), carabinier, victime de l'attentat de Peteano (it)

## Jumelages
Campomaggiore est jumelée depuis 2008 à Cesano Maderno en Lombardie (Italie).
Campomaggiore fait partie de la Communauté de montagne de l'Alto Basento (it).